# Río Apure
Le río Apure est une rivière du Venezuela et le principal affluent vénézuélien de l'Orénoque, en rive gauche.

## Géographie

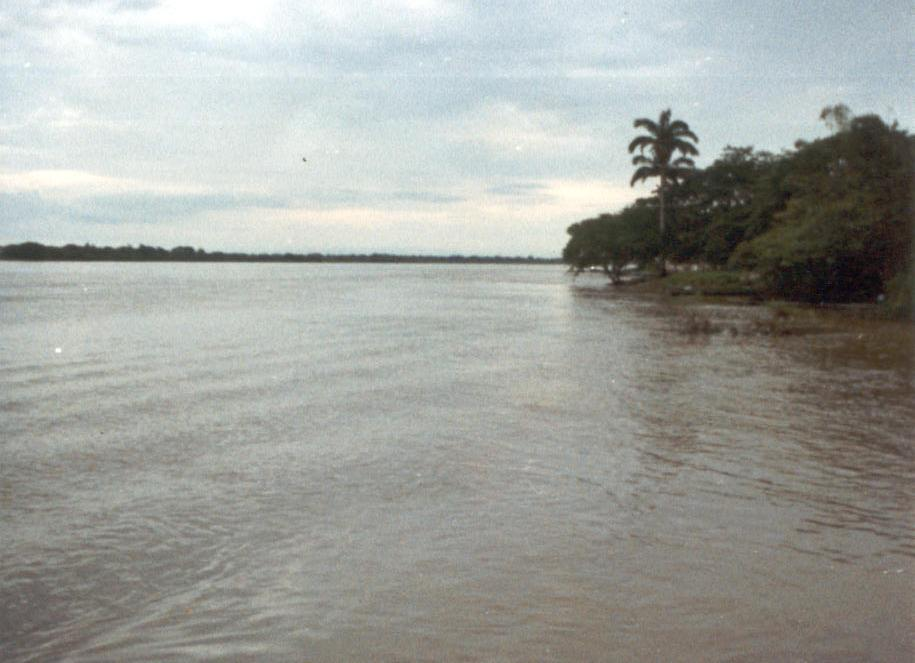
Rive droite du río Apure, au niveau de la localité d'El Samán, dans l'État vénézuélien d'Apure

Le río Apure naît de la confluence du río Sarare et du río Uribante, dans l'État vénézuélien d'Apure. Le río Uribante naît lui-même au pic El Púlpito, État de Táchira, à une altitude de 3 912 m. L'Apure coule vers l'est au travers des llanos vénézuéliennes, baignant notamment la ville de San Fernando de Apure (175 056 habitants en 2001), avant de se jeter dans l'Orénoque au travers de six embouchures, à quelque 17 km à l'ouest de la ville de Cabruta, dans l'État de Guárico, face à Caicara del Orinoco, dans l'État de Bolívar. Le río Apure est long de 820 km depuis son origine (Uribante-Sarare) jusqu'à sa confluence avec le fleuve, mais le système Apure-Uribante dépasse les 1 000 km. Il est navigable sur pas moins de 800 km. Son cours à travers les llanos est caractérisé par de nombreux marécages, bien qu'il existe aussi des rapides au niveau du kilomètre 177. 
Le río Apure a donné son nom à l'État vénézuélien d'Apure, le troisième du pays du point de vue de l'étendue. Une partie du río Uribante et la totalité de l'Apure forment la límite septentrionale de l'état. Le bassin versant de la rivière fait 121 400 km2, non compris le bassin du río Guárico qui est presque un affluent indépendant de l'Orénoque.
Le débit moyen du río Apure est de plus de 2 200 mètres cubes par seconde, soit plus de deux fois le débit de la Loire en fin de parcours. La largeur de son embouchure principale dans l'Orénoque est de 400 mètres.

### Cours supérieur
Au niveau de son cours supérieur (montagne andine), le río Uribante naît dans le Páramo del Batallón (3 912 m), point le plus élevé de l'État de Táchira, non loin du village de 
Pregonero, dans les Andes vénézuéliennes. Son bassin inclut une petite partie du territoire colombien, au niveau des sources du río Sarare et de son affluent, l'Oirá. 

### Dans les Llanos
Dès son arrivée dans les plaines des Llanos, la rapidité des eaux de la rivière décroît considérablement et son cours devient lent. La rivière présente une crue annuelle liée à la saison des pluies (juillet-octobre). C'est alors qu'il déborde et inonde des superficies considérables se chiffrant en milliers de kilomètres carrés des deux côtés de son lit. Durant ces inondations, il arrive qu'il unisse ses eaux à celles de son voisin le río Arauca, rivière qui court loin au sud, parallèlement à son parcours. Lors de la saison des pluies les éleveurs de bétail se voient contraints de déménager leurs installations (fromageries) sur les molles élévations en forme de dunes, qui restent toujours à quelque 20 m au-dessus du niveau des flots. Comme ces élévations ont souvent plus de 200 km de long, le bétail peut continuer à pâturer sur leurs rebords.

## Hydrométrie - Les débits à San Fernando de Apure
Le débit de la rivière a été observé pendant 25 ans (entre 1962-1991) à San Fernando de Apure, ville vénézuélienne chef-lieu de l'État d'Apure, située à quelque 90 kilomètres de son embouchure dans l'Orénoque. 
À San Fernando de Apure, le débit annuel moyen ou module observé sur cette période a été de 2 183 m3/s pour une surface étudiée de 115 000 km2, représentant la presque totalité du bassin versant de la rivière.
La lame d'eau écoulée dans le bassin versant se monte ainsi à 599 millimètres par an, ce qui peut être considéré comme assez élevé, mais reste très moyen face à bien des cours d'eau du bassin de l'Orénoque (surtout des affluents en rive droite du fleuve, issus du massif de la Guyane). 
Le río Apure est un cours d'eau certes abondant, mais peu régulier. On distingue les deux saisons assez classiques dans la région tropicale de l'hémisphère nord : celle des basses eaux d'hiver et celle des hautes eaux d'été, périodes correspondant aux saisons sèche et humide des régions traversées. La période de crue débute en juin et se termine en novembre. Celle des basses eaux s'étend de janvier à avril inclus.
Le débit moyen mensuel observé en mars (minimum d'étiage) atteint 396 m3/s, soit onze fois moins que le débit moyen du mois de septembre (4 502 m3/s), ce qui témoigne de l'irrégularité saisonnière importante de la rivière.
Sur la durée d'observation de 25 ans, le débit mensuel minimal observé a été de 196 m3/s (mars 1966), tandis que le débit mensuel maximal s'élevait à 8 150 m3/s (juillet 1981).

## Affluents
Le río Apure possède de nombreux affluents en rive gauche, issus du versant méridional des Andes vénézuéliennes ; en rive droite, la rivière ne reçoit guère d'affluents importants, mais il existe des canaux qui l'interconnectent avec le río Arauca et ses affluents.
- Rive gauche : 
  - río Uribante, avec ses affluents les ríos Doradas et Chururú-Torbes.
  - río Caparo
  - río Michay
  - río Pagüey
  - río Santo Domingo (200 km de long)
  - río Masparro
  - río Portuguesa (600 km de long et 80 000 km2 de bassin)
  - río Guárico (525 km de long)
  - río Guariquito
- Rive droite :
  - río Sarare et son affluent, le Nula-Sarare
  - río Caucagua.